# Csilló
A csilló membránhoz kapcsolódó sejtszervecske, amely a legtöbb eukarióta sejten megtalálható. A baktériumoknak és az archeáknak nincsenek csillóik. A csilló egy vékony, fonalszerű kiemelkedés, amely a sokkal nagyobb sejttestből nyúlik ki. A hímivarsejteken található ostorok szerkezete hasonló a mozgékony csillókhoz, de hosszabbak, mint a csillók, és eltérő a hullámzó mozgásuk.
A csillóknak két fő osztálya van: a mozgékony és nem mozgékony csillók, mindegyiknek van két altípusa, összesen négy osztályt adva. Egy sejt általában egy elsődleges csillóval vagy sok mozgékony csillóval rendelkezik. Az axonemának nevezett csillómag szerkezete határozza meg a csilló osztályát. A legtöbb mozgékony csillónak egy központi párja van egyetlen mikrotubulusból, amelyeket kilenc pár kettős mikrotubulus vesz körül, amelyeket 9+2-es axonemának neveznek. A legtöbb nem mozgékony csillónak 9+0-s axonemája van, amelyből hiányzik a központi mikrotubuluspár. Hiányoznak a mozgást lehetővé tevő kapcsolódó alkatrészek is, beleértve a külső és belső dineinkarokat, valamint a radiális küllőket. Egyes mozgékony csillókból hiányzik a központi pár, és néhány nem mozgékony csillóból a központi pár, ezért szükséges négy típus.
A legtöbb nem mozgékony csilló elsődleges csilló (más néven érzékelőcsilló), és kizárólag érzékszervekként szolgál. A legtöbb, gerinceseknél előforduló sejttípus egyetlen nem mozgó elsődleges csillóval rendelkezik. A szaglóneuronok sok nem mozgékony csillóval rendelkeznek.
A mozgékony csillók nagy számban találhatók a légúti hámsejteken – egy sejt körülbelül 200 csillóval rendelkezik –, ahol a mucociliáris clearance-on működnek, valamint mechanoszenzoros és kemoszenzoros funkciókat is ellátnak. Az ependimális sejteken mozgékony csillók mozgatják a cerebrospinális folyadékot az agy kamrai rendszerén keresztül. A mozgékony csillók a nőstény emlősök petevezetékében is jelen vannak, ahol a petesejteket a petefészekből a méhbe szállítják. A mozgékony csillók, amelyekből hiányzik a központi mikrotubuluspár, az embrionális primitív csomó sejtjein találhatók, amelyeket nodális sejteknek neveznek, és ezek a csomós csillók felelősek a bal-jobb aszimmetriáért kétoldali szimmetriájú állatokban.
A csillókkal kapcsolatos betegségek a ciliopátiák.

## Szerkezete

Mozgékony csilló eukarióta sejten

A csillók töve a sejtfelszínen lévő bazális testekből áll. A bazális testből a ciliáris gyökér az átmeneti lemez és az átmeneti zóna előtt alakul ki, ahol a korábbi mikrotubulus-hármasok az axonema mikrotubulus-dublettjeivé változnak.

### Bazális test
A csilló alapja a bazális test. Az emlősök bazális teste kilenc hármas mikrotubulusból, szubdisztális függelékből és kilenc támasztékszerű szerkezetből áll, amelyeket disztális függeléknek neveznek, és amelyek a bazális testet a csilló alján lévő membránhoz rögzítik. A bazális test hármas mikrotubulusai közül kettő kinyúlik az axonema növekedése során, és kettős mikrotubulusokká válik.

### Ciliáris gyökér
A ciliáris gyökér egy sejtvázszerű szerkezet, amely a csilló proximális végén lévő bazális testből nő ki. A ciliáris gyökerek általában 80-100 nm átmérőjű, rendszeres, körülbelül 55-70-szeres időközönként eloszló keresztcsíkokat tartalmaznak. A gyökérszál egyik fontos összetevője a rootletin, a CROCC-gén által kódolt tekercses gyökérfehérje.

### Átmeneti zóna
Különleges összetételének elérése érdekében a csilló legproximálisabb része egy átmeneti zónából, más néven ciliáris kapuból áll, amely szabályozza a fehérjék be- és kilépését a csillóba és onnan. Az átmeneti zónában Y alakú struktúrák kötik össze a ciliáris membránt az alatta lévő axonemával. Az átmeneti zóna összetevőinek öröklött hibái ciliopathiát okozhatnak. 

### Axonema
A csilló belsejében egy mikrotubulus-alapú citoszkeletális mag található, az úgynevezett axonema.  Ez az ostoroknál előforduló axonematípus. A mozgékony csillóban lévő axoneme állványként működik a belső és külső dynein karok számára, amelyek mozgatják a csillót, és nyomvonalakat biztosít a kinezin és a dynein mikrotubulus motorfehérjéi számára. A transzport kétirányú és a citoszkeletális motorfehérjék a kinezin és a dinein ciliáris komponenseit szállítják a mikrotubulusok mentén; a kinezin anterográd mozgásban a ciliáris hegy felé, a dinein pedig retrográd mozgásban a sejttest felé. A csillónak saját ciliáris membránja van, amely a környező sejtmembránba van zárva.

## Típusai

### Nem mozgékony csillók
Állatoknál a nem mozgékony elsődleges csillók szinte minden sejttípuson megtalálhatók, a vérsejtek ezalól kivételt képeznek. A legtöbb sejt csak eggyel rendelkezik, ellentétben a mozgékony csillóval rendelkező sejtekkel, kivételt képeznek ezalól a szaglóneuronok, amelyek mindegyike körülbelül tíz csillóval rendelkezik. Egyes sejttípusok, mint például a retina fotoreceptor sejtek, nagyon speciális primer csillókkal rendelkeznek.
Bár az elsődleges csillókat 1898-ban fedezték fel, egy évszázadon át nagyrészt figyelmen kívül hagyták őket, és fontos funkció nélküli, régről megmaradt szervnek tekintették azokat. A jelátvitelben és a sejtnövekedés szabályozásában betöltött fiziológiai szerepére vonatkozó legújabb eredmények felfedték a sejtműködésben betöltött fontosságát. A csillók diszgenezise vagy diszfunkciója sokféle betegséget okozhat, például policisztás vesebetegséget, veleszületett szívbetegséget és retinadegenerációt, ezek az úgynevezett ciliopathiák. Az elsődleges csillóról ma már ismert, hogy fontos szerepet játszik számos emberi szerv működésében. A hasnyálmirigy béta-sejtjein lévő elsődleges csillók szabályozzák működésüket és energiaanyagcseréjüket. A csillók hiánya a szigetek működési zavarához és 2-es típusú cukorbetegséghez vezethet.

#### Módosult, nem mozgékony csillók
A belső fülben lévő szőrsejteken található csillószőröket speciális elsődleges csillóknak vagy módosult, nem mozgékony csillóknak nevezik. Rendelkeznek a mozgékony csillók 9+2 axonemájával, de hiányoznak a mozgást biztosító belső dineinkarok. Passzívan mozognak  a hang észlelését követően, amit a külső dineinkarok tesznek lehetővé.

### Mozgó csillók

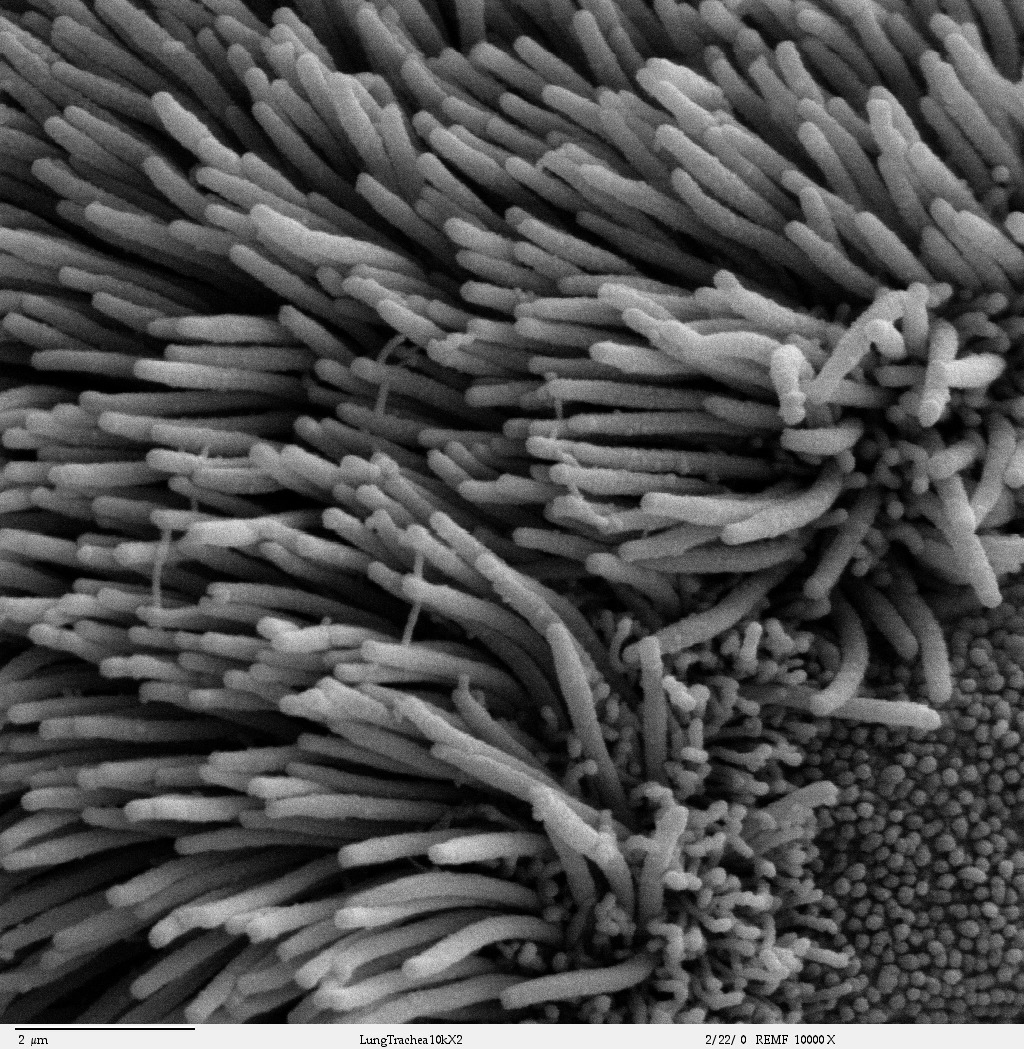
A légcső légúti hámja csillók és sokkal kisebb mikrobolyhok láthatók nem csillós sejteken a pásztázó elektronmikroszkópos felvételen.

Az emlősöknek mozgékony csillói vagy másodlagos csillói is vannak, amelyek nagy számban vannak jelen a sejtfelszínen, és koordinált hullámok haladnak át rajtuk. Többcsillós sejtek találhatók a légutakban, ahol a mucociliáris clearance-on működnek, és kisöprik a tüdőből a törmeléket tartalmazó nyálkát. A légúti hám minden sejtje körülbelül 200 mozgékony csillóval rendelkezik.
A szaporodási szervrendszerben a simaizom-összehúzódások segítik a csillók hullámzását a petesejt petefészekből méhbe történő átvitelében. Az agykamrákban csillós ependymociták keringenek az agy-gerincvelői folyadékban.

#### Módosult, mozgékony csillók
A centrális szingulett pár (9+0) nélküli mozgékony csillók előfordulnak a korai embrionális fejlődésben: csomós csillókként vannak jelen a primitív csomópont csomósejtjein. A csomósejtek felelősek a bal-jobb aszimmetriáért a kétoldali szimmetriájú állatokban. A központi apparátus hiányában jelen vannak a dineinkarok, amelyek lehetővé teszik a csomó csillók forgó mozgását. A mozgás létrehozza az extraembrionális folyadék áramlását a csomófelületen balra, ami elindítja a bal-jobb aszimmetriát a fejlődő embrióban.

### Eltérések az ostortól
A hímivarsejteken és számos protozoonon lévő mozgékony csillók lehetővé teszik a folyadékokban való úszást, és hagyományosan „ostornak” nevezik őket. Mivel ezek a kiemelkedések szerkezetileg megegyeznek a mozgékony csillókéval, e terminológia megőrzésére tett kísérletek magukban foglalják a morfológia (az „ostorok” jellemzően hosszabbak, mint a csillók, és eltérő a hullámzó mozgásuk) és szám szerinti megkülönböztetést.

## Fordítás
- Ez a szócikk részben vagy egészben  a   Cilium című angol Wikipédia-szócikk ezen változatának fordításán alapul.  Az eredeti cikk szerkesztőit annak laptörténete sorolja fel. Ez a jelzés csupán a megfogalmazás eredetét és a szerzői jogokat jelzi, nem szolgál a cikkben szereplő információk forrásmegjelöléseként.